# Heinrich Alexander von Arnim
Pour les articles homonymes, voir Famille Arnim et Arnim (homonymie).
Heinrich Alexander von Arnim, à partir de 1841 baron von Arnim, né le 13 février 1798 à Berlin et mort le 5 janvier 1861 à Düsseldorf, est un homme d'État prussien.

## Biographie
Arnim reçoit son éducation au Pädagogium de Halle, rejoint la cavalerie de la Landwehr d'Uckermark en 1814 et participe aux guerres napoléoniennes avec ses cinq frères. Il étudie à l'Université Frédéric-Guillaume de Berlin et devient membre du Corps Marchia (de) en 1819. Dans la fonction publique prussienne depuis 1820, il est premier attaché de légation en Suisse, puis secrétaire de légation à Munich, Copenhague et Naples et est nommé chargé d'affaires au Grand-Duché de Hesse à Darmstadt en 1829. Après avoir travaillé avec succès pour la formation de l'Union douanière prussienne-hessoise (de), il est nommé au ministère des Affaires étrangères en 1834 en tant que conseiller conférencier, mais il est nommé par Frédéric-Guillaume IV, avec lequel il est en contact personnel étroit, comme envoyé à Bruxelles en 1840, et à Paris en 1846. Dans ces fonctions, il a acquis un grand mérite en défendant vigoureusement les intérêts commerciaux prussiens, notamment en obtenant le traité commercial belgo-prussien du 1er septembre 1844, et par la détermination avec laquelle il s'est opposé aux vues dominantes en matière de protection douanière, tant officiellement que dans son écrit Mein handelspolitisches Testament (Berlin 1844).
Après le déclenchement de la révolution de 1848, qui aboutit au renversement de la Monarchie de Juillet, il se précipite à Berlin au début de 1848 et présente au roi, le 17 mars, un mémorandum préconisant des réformes libérales et l'adhésion à une politique nationale allemande. C'est de lui qu'émane la manifestation capitale du roi en faveur de la cause allemande (21 mars). Le même jour, il devient ministre des affaires étrangères, d'abord sous le ministre-président Adolf Heinrich von Arnim-Boitzenburg, puis sous son successeur Ludolf Camphausen. Cependant, le cabinet dirigé par Camphausen (gouvernement de mars) démissionne dès le 20 juin.
Arnim vit ensuite quelque temps comme simple citoyen à Neuwied et s'efforce d'œuvrer à une solution médiatrice de la question allemande à travers quelques brochures (Francfort et Berlin, Francfort 1848; Über die Mediatationsfrage, Francfort 1849). En 1850, il est membre de la chambre des États du Parlement de l'Union d'Erfurt. Il est un représentant élu de la Prusse par la deuxième chambre du Landtag prussien. De 1849 à 1851, membre de la première chambre, il soutient le parti constitutionnel allemand et lutte vigoureusement contre la politique étrangère interne et impuissante de la réaction désormais victorieuse. La publication de quelques discours «en colère» fait une impression encore plus grande que ses discours et motions ( Sur la politique des épigones en Prusse, Berlin 1850; Sur la politique de la contre-révolution en Prusse, Berlin 1851). En raison de cette dernière brochure, Arnim est traduit en justice à l'instigation du parti féodal et, malgré une défense brillante qu'il publie plus tard, est condamné à une amende. Depuis lors, il vit loin de la scène politique jusqu'à ce que, après le renversement du ministère de Manteuffel en 1858, il soit élu dans la 3e circonscription électorale de Berlin en tant que membre de la chambre des représentants de Prusse, à laquelle il appartient de 1859 à 1860. Mais sa maladie l'empêche de consacrer toutes ses forces à la nouvelle époque de la vie étatique prussienne, qui commence alors. Il décède le 5 janvier 1861 à Düsseldorf. Ses vastes connaissances, son expérience du monde et sa franchise lui donnent une réputation personnelle importante à un stade précoce.